# Ture Person
Per Fredrik Ture Person (né le 23 novembre 1892 à Kristianstad et décédé le 14 novembre 1956 à Bromma) est un athlète suédois spécialiste du sprint. Affilié au Skara Läroverks IF, il mesurait 1,88 m pour 80 kg.

## Biographie

### Palmarès
| Date | Compétition           | Lieu      | Résultat | Performance |
| ---- | --------------------- | --------- | -------- | ----------- |
| 1912 | Jeux olympiques d'été | Stockholm | 2e       | 42 s 6      |

### Records
| Épreuve    | Performance | Lieu | Date |
| ---------- | ----------- | ---- | ---- |
| 100 mètres | 10 s 8      |      | 1913 |
| 200 mètres | 22 s 2      |      | 1911 |